# Szenyéri vár
A somogyi dombvidék nyugati részén, a Nagy berek és a Kis-Balaton mocsárvidékei között álló szenyéri vár a 16. századi határvidék legerősebb láncszemét képezte; a közeli elővárakkal együtt (Somogyzsitfa, Csákány) több mint fél évszázadig dacolt a török túlerővel. Mára azonban már csak csekély nyomai láthatók.

## Története
Szenyér falu 1425-től a Tapsonyi Anthimi család birtoka volt, ők építették Szigetvárát is.
Antimi János a vár építésére 1459-ben kapott engedélyt Hunyadi Mátyás királytól;
1464-ben a fennmaradt adatok szerint már állt a vár, Mátyás király ekkor vette el Anthimi Lászlótól, mert ő a zálogként kezében levő Veszprém vármegyei Somló várából rablólovagként fosztogatta a Balaton környékét. Az elkobzott szenyéri várat a Kanizsai család kapta meg. Anthimi László azonban nem adta át a várat, hanem a szenyéri várból folytatta rablásait. 1471-ben végül az országgyűlés határozott azonnali lerombolásáról.
A várat aztán mégsem rombolták le, hanem 1464 körül Laki Thuz János és Miklós kapta meg. Később hosszas pereskedés után visszajutott az Anthimiakhoz, ők adták el 1482-ben Wesoki Perottusnak, az esztergomi érseki jószágkormányzónak, aki 1497-ben Bakócz Tamás egri püspöknek. Bakócz Tamás 1521-es végrendeletében már mint esztergomi érsek az általa épített esztergomi Boldogságos Szűz kápolnára hagyta uradalmával együtt. Ezzel szenyéri vár és uradalom az esztergomi káptalanra szállt, aki még a 20. század elején is a birtokolta.
A mohácsi csatát követően a várat megerősítették, és 1544-ben még őrsége Nagy Balázs vezetésével sikerrel visszaverte a törökök ostromát, majd 1556-ban Szigetvárral együtt ismét sikerült visszavernie a törököt.
1562-ben Szenyér és a szenyéri vár is gróf Nádasdy Tamás birtokában volt. A vár őrsége ekkortájt messze földön híres volt a törökökkel vívott párbajairól. 1566-ban azonban Szigetvár elesett, ezért a reménytelen helyzetbe került védők a hír hallatára a várat felgyújtották és elhagyták, de még ebben az évben sikerült újból visszafoglalni. Ekkor újjáépítették és egészen 1600-ig, Kanizsa elestéig magyar, később 1686-ig török végvár volt.
Az ismételt ostromokban a vár végül a 17. század vége felé megsemmisült, mára már csak az egykori vár földsáncainak és védőárkainak csekély nyomai láthatók.
A szenyéri vár tartozékai voltak: Szenyér város, Tapsony, Terebes, Merke, Kis-Inge, Mórócfalva, Kerektó, Tikos, Vízvölgy, Bár és Arad.